# 愛郷塾
愛郷塾（あいきょうじゅく）は、橘孝三郎によって1931年に茨城県常磐村（現在の水戸市）に設立された私塾。正式名称は自営的農村勤労学校愛郷塾。

## 概要
橘が1929年11月23日に設立した愛郷会の活動の一環として「新日本建設の闘士」を養成することを目的として設立した私塾で、教師に林正三、後藤圀彦などを招き、「愛郷主義」を唱えた。
塾生は1932年5月に「農民決死隊」を組織して変電所を襲撃し、五・一五事件に参加した。一時的に世間の耳目を集めるも、塾長の橘が無期懲役となり、勢力は衰退していき、1933年1月に事実上解散した。